# Пальмквист, Йенни
Йенни Пальмквист (швед. Jenny Palmqvist; род. 2 ноября 1969, Сеул) — шведский футбольный арбитр категории ФИФА. Работала арбитром с 1996 по 2014 годы. По профессии — менеджер по продажам. Трижды обладательница приза лучшей женщины-арбитра года в Швеции (2005, 2010, 2011).

## Личная жизнь
Уроженка Южной Кореи, Йенни воспитывалась в приёмной семье в шведском Фальчёпинге. Работала в начале судейской карьеры менеджером по продажам в Алингсосе, с 2012 года менеджер по работе с ключевыми клиентами. Владеет английским и шведским языками.

## Карьера судьи
Йенни Пальмквист судила 188 матчей чемпионата Швеции среди женских команд и 105 матчей международного уровня с участием клубов и национальных сборных. Судила матчи первого дивизиона женского чемпионата Швеции и третьего дивизиона мужского чемпионата Швеции. Первым крупным международным выступлением Пальмквист стала работа в финале женского футбольного турнира летних Олимпийских игр 2004 года. Йенни за 20 минут до матча повредила ногу, но отработала все 90 минут основного времени: в овертайме её заменила судья из Гвианы Дайан Феррейра-Джеймс.
Также она работала на матчах пекинской Олимпиады, женского Евро-2009 и лондонской Олимпиады. Она судила матчи чемпионата мира 2011 года вместе с помощницами Хелен Каро и Анной Нюстром, причём стала первой шведской женщиной-арбитром, судившей матчи чемпионата мира. На Играх в Лондоне она судила матч открытия между командами Бразилии и Камеруна, назначив первый пенальти на лондонской Олимпиаде (Бразилия победила 5:0), а в матче США и КНДР (победа американок 1:0) показала первую и единственную красную карточку на турнире игроку сборной КНДР.
На клубном уровне Пальмквист известна как арбитр финалов женской Лиги чемпионов УЕФА 2009 и 2012 годов, а также финала женского Кубка УЕФА 2008/2009. В 2012 году признана лучшей женщиной-арбитром по версии IFFHS. Осенью 2014 года Йенни Пальмквист завершила карьеру судьи, проведя последний матч в качестве арбитра 25 октября 2014 года между командами Германии и Франции (победа Франции 0:2).